# Майкл Гезелтайн
Майкл Рей Дібдін Гезелтайн, барон Гезелтайн (англ. Michael Ray Dibdin Heseltine, Baron Heseltine; нар. 21 березня 1933) — британський політик і бізнесмен. Він був депутатом парламенту з 1966 по 2001 рік. Член Консервативної партії.

## Біографія
Народився в Свонсі, Уельс і вчився в Оксфордському університеті. Короткий час служив в армії, пізніше став мільйонером в 1960 році. На загальних виборах 1966 року Гезелтайн обрався до парламенту від виборчого округу Тавісток в Девоні. З 1970 по 1974 рік — молодший міністр в уряді Едварда Гіта. З 1979 по 1983 — держсекретар з питань навколишнього середовища у кабінеті Маргарет Тетчер. Міністр оборони з 1983 по 1986 рік, але пішов у відставку в 1986 році.
Пізніше, Гезелтайн став сильно критикувати уряд Тетчер і відмовилися підтримати подушний податок у 1989 році. У листопаді 1990 року Гезелтайн боровся з Тетчер за лідерство в Консервативній партії і це призвело до відставки Тетчер, але Гезелтайн стає лідером партії. Новий прем'єр-міністр консерватор Джон Мейджор зробив Гезелтайна держсекретарем з питань навколишнього середовища (1990-1992), президентом ради з торгівлі (1992–1995) і заступником прем'єр-міністра (1995–1997).
У 2001 році Гезелтайн залишив місце у Палаті громад і увійшов до Палати лордів. Він вважався одним з 200 найбагатших людей Великої Британії у 2004 році, Гезелтайн має близько 240 млн фунтів стерлінгів.